# Metabelba tanganyikensis
Metabelba tanganyikensis är en kvalsterart som beskrevs av Balogh 1958. Metabelba tanganyikensis ingår i släktet Metabelba och familjen Damaeidae. Inga underarter finns listade i Catalogue of Life.